# Louise van Zweden (1851-1926)
Louise Josephine Eugenie van Zweden (Stockholms slot, 31 oktober 1851 — Amalienborg (Kopenhagen), 20 maart 1926) was koningin van Denemarken.
Ze was de dochter van de Zweedse koning Karel XV en diens echtgenote Louise van Oranje-Nassau. Door intimi werd zij Sessa genoemd.
Zij werd door haar ouders bijzonder streng en eenzaam opgevoed, haar enige broer Karel Oscar overleed jong waardoor zij alleen en als enig erfgenaam van het grote fortuin van haar moeder overbleef.
Op 28 juli 1869 trouwde ze op zeventienjarige leeftijd in Stockholm met de Deense kroonprins Frederik, die van 1906-1912 als Frederik VIII koning van Denemarken zou zijn.
Het paar kreeg acht kinderen:
- Christiaan (26 september 1870 - 20 april 1947), werd als Christiaan X koning van Denemarken, huwde met Alexandrine Augusta van Mecklenburg-Schwerin
- Karel (3 augustus 1872 - 21 september 1957), werd als Haakon VII koning van Noorwegen
- Louise Caroline (17 februari 1875 - 4 april 1906), gravin van Schaumburg, huwde met Frederik van Schaumburg-Lippe
- Harald Christiaan Frederik (8 oktober 1876 - 30 maart 1949) prins van Denemarken
- Ingeborg Charlotte (2 augustus 1878 - 12 maart 1958), getrouwd met Karel van Zweden
- Thyra Louise (14 maart 1880 - 2 november 1945), prinses van Denemarken
- Gustaaf (4 maart 1887 - 5 oktober 1944), prins van Denemarken, bleef ongehuwd en kinderloos
- Dagmar Louise (23 mei 1890 - 11 oktober 1961), prinses van Denemarken

## Stamboom
| Stamboom Louise van Pruisen (1808-1870)                                       | Stamboom Louise van Pruisen (1808-1870)                                                                       | Stamboom Louise van Pruisen (1808-1870)                                                                       | Stamboom Louise van Pruisen (1808-1870)                                                         | Stamboom Louise van Pruisen (1808-1870)                                             | Stamboom Louise van Pruisen (1808-1870)                                             | Stamboom Louise van Pruisen (1808-1870)                                             | Stamboom Louise van Pruisen (1808-1870)                                                                            | Stamboom Louise van Pruisen (1808-1870)                                                                            | Stamboom Louise van Pruisen (1808-1870)                                                                            | Stamboom Louise van Pruisen (1808-1870)                                                                            | Stamboom Louise van Pruisen (1808-1870)                                                                            | Stamboom Louise van Pruisen (1808-1870)                                                  | Stamboom Louise van Pruisen (1808-1870)                                                         | Stamboom Louise van Pruisen (1808-1870)                                                            | Stamboom Louise van Pruisen (1808-1870)                                                  | Stamboom Louise van Pruisen (1808-1870)                                                  | Stamboom Louise van Pruisen (1808-1870)                                                  | Stamboom Louise van Pruisen (1808-1870)                                                        | Stamboom Louise van Pruisen (1808-1870)                                                        | Stamboom Louise van Pruisen (1808-1870)                                                        | Stamboom Louise van Pruisen (1808-1870)                                                        | Stamboom Louise van Pruisen (1808-1870)                                                        | Stamboom Louise van Pruisen (1808-1870)                                                        |
| ----------------------------------------------------------------------------- | --- | --- | ----------------------------------------------------------------------------------------------- | ----------------------------------------------------------------------------------- | ----------------------------------------------------------------------------------- | ----------------------------------------------------------------------------------- | --- | --- | --- | --- | --- | ---------------------------------------------------------------------------------------- | ----------------------------------------------------------------------------------------------- | -------------------------------------------------------------------------------------------------- | ---------------------------------------------------------------------------------------- | ---------------------------------------------------------------------------------------- | ---------------------------------------------------------------------------------------- | ---------------------------------------------------------------------------------------------- | ---------------------------------------------------------------------------------------------- | ---------------------------------------------------------------------------------------------- | ---------------------------------------------------------------------------------------------- | ---------------------------------------------------------------------------------------------- | ---------------------------------------------------------------------------------------------- |
| Overgrootouders                                                               | Karel XIV Johan van Zweden (1763-1844) x 1798 Désirée Clary (1777-1860)                                       | Karel XIV Johan van Zweden (1763-1844) x 1798 Désirée Clary (1777-1860)                                       | Karel XIV Johan van Zweden (1763-1844) x 1798 Désirée Clary (1777-1860)                         | Karel XIV Johan van Zweden (1763-1844) x 1798 Désirée Clary (1777-1860)             | Karel XIV Johan van Zweden (1763-1844) x 1798 Désirée Clary (1777-1860)             | Eugène de Beauharnais (1781-1824) x 1806 Augusta van Beieren (1788-1851)            | Eugène de Beauharnais (1781-1824) x 1806 Augusta van Beieren (1788-1851)                                           | Eugène de Beauharnais (1781-1824) x 1806 Augusta van Beieren (1788-1851)                                           | Eugène de Beauharnais (1781-1824) x 1806 Augusta van Beieren (1788-1851)                                           | Eugène de Beauharnais (1781-1824) x 1806 Augusta van Beieren (1788-1851)                                           | Eugène de Beauharnais (1781-1824) x 1806 Augusta van Beieren (1788-1851)                                           | Willem I van Oranje-Nassau (1772-1843) x 1791 Wilhelmina van Pruisen (1774-1837)         | Willem I van Oranje-Nassau (1772-1843) x 1791 Wilhelmina van Pruisen (1774-1837)                | Willem I van Oranje-Nassau (1772-1843) x 1791 Wilhelmina van Pruisen (1774-1837)                   | Willem I van Oranje-Nassau (1772-1843) x 1791 Wilhelmina van Pruisen (1774-1837)         | Willem I van Oranje-Nassau (1772-1843) x 1791 Wilhelmina van Pruisen (1774-1837)         | Willem I van Oranje-Nassau (1772-1843) x 1791 Wilhelmina van Pruisen (1774-1837)         | Frederik Willem III van Pruisen (1770-1840) x 1793 Louise van Mecklenburg-Strelitz (1776-1810) | Frederik Willem III van Pruisen (1770-1840) x 1793 Louise van Mecklenburg-Strelitz (1776-1810) | Frederik Willem III van Pruisen (1770-1840) x 1793 Louise van Mecklenburg-Strelitz (1776-1810) | Frederik Willem III van Pruisen (1770-1840) x 1793 Louise van Mecklenburg-Strelitz (1776-1810) | Frederik Willem III van Pruisen (1770-1840) x 1793 Louise van Mecklenburg-Strelitz (1776-1810) | Frederik Willem III van Pruisen (1770-1840) x 1793 Louise van Mecklenburg-Strelitz (1776-1810) |
| Grootouders                                                                   | Oscar I van Zweden (1799-1859) x 1823 Josephine van Leuchtenberg (1807-1876)                                  | Oscar I van Zweden (1799-1859) x 1823 Josephine van Leuchtenberg (1807-1876)                                  | Oscar I van Zweden (1799-1859) x 1823 Josephine van Leuchtenberg (1807-1876)                    | Oscar I van Zweden (1799-1859) x 1823 Josephine van Leuchtenberg (1807-1876)        | Oscar I van Zweden (1799-1859) x 1823 Josephine van Leuchtenberg (1807-1876)        | Oscar I van Zweden (1799-1859) x 1823 Josephine van Leuchtenberg (1807-1876)        | Oscar I van Zweden (1799-1859) x 1823 Josephine van Leuchtenberg (1807-1876)                                       | Oscar I van Zweden (1799-1859) x 1823 Josephine van Leuchtenberg (1807-1876)                                       | Oscar I van Zweden (1799-1859) x 1823 Josephine van Leuchtenberg (1807-1876)                                       | Oscar I van Zweden (1799-1859) x 1823 Josephine van Leuchtenberg (1807-1876)                                       | Oscar I van Zweden (1799-1859) x 1823 Josephine van Leuchtenberg (1807-1876)                                       | Frederik van Oranje-Nassau (1797-1881) (1797-1881) x 1825 Louise van Pruisen (1808-1870) | Frederik van Oranje-Nassau (1797-1881) (1797-1881) x 1825 Louise van Pruisen (1808-1870)        | Frederik van Oranje-Nassau (1797-1881) (1797-1881) x 1825 Louise van Pruisen (1808-1870)           | Frederik van Oranje-Nassau (1797-1881) (1797-1881) x 1825 Louise van Pruisen (1808-1870) | Frederik van Oranje-Nassau (1797-1881) (1797-1881) x 1825 Louise van Pruisen (1808-1870) | Frederik van Oranje-Nassau (1797-1881) (1797-1881) x 1825 Louise van Pruisen (1808-1870) | Frederik van Oranje-Nassau (1797-1881) (1797-1881) x 1825 Louise van Pruisen (1808-1870)       | Frederik van Oranje-Nassau (1797-1881) (1797-1881) x 1825 Louise van Pruisen (1808-1870)       | Frederik van Oranje-Nassau (1797-1881) (1797-1881) x 1825 Louise van Pruisen (1808-1870)       | Frederik van Oranje-Nassau (1797-1881) (1797-1881) x 1825 Louise van Pruisen (1808-1870)       | Frederik van Oranje-Nassau (1797-1881) (1797-1881) x 1825 Louise van Pruisen (1808-1870)       | Frederik van Oranje-Nassau (1797-1881) (1797-1881) x 1825 Louise van Pruisen (1808-1870)       |
| Ouders                                                                        | Karel XV van Zweden (1826-1872) x 1850 Louise van Oranje-Nassau (1828-1871)                                   | Karel XV van Zweden (1826-1872) x 1850 Louise van Oranje-Nassau (1828-1871)                                   | Karel XV van Zweden (1826-1872) x 1850 Louise van Oranje-Nassau (1828-1871)                     | Karel XV van Zweden (1826-1872) x 1850 Louise van Oranje-Nassau (1828-1871)         | Karel XV van Zweden (1826-1872) x 1850 Louise van Oranje-Nassau (1828-1871)         | Karel XV van Zweden (1826-1872) x 1850 Louise van Oranje-Nassau (1828-1871)         | Karel XV van Zweden (1826-1872) x 1850 Louise van Oranje-Nassau (1828-1871)                                        | Karel XV van Zweden (1826-1872) x 1850 Louise van Oranje-Nassau (1828-1871)                                        | Karel XV van Zweden (1826-1872) x 1850 Louise van Oranje-Nassau (1828-1871)                                        | Karel XV van Zweden (1826-1872) x 1850 Louise van Oranje-Nassau (1828-1871)                                        | Karel XV van Zweden (1826-1872) x 1850 Louise van Oranje-Nassau (1828-1871)                                        | Karel XV van Zweden (1826-1872) x 1850 Louise van Oranje-Nassau (1828-1871)              | Karel XV van Zweden (1826-1872) x 1850 Louise van Oranje-Nassau (1828-1871)                     | Karel XV van Zweden (1826-1872) x 1850 Louise van Oranje-Nassau (1828-1871)                        | Karel XV van Zweden (1826-1872) x 1850 Louise van Oranje-Nassau (1828-1871)              | Karel XV van Zweden (1826-1872) x 1850 Louise van Oranje-Nassau (1828-1871)              | Karel XV van Zweden (1826-1872) x 1850 Louise van Oranje-Nassau (1828-1871)              | Karel XV van Zweden (1826-1872) x 1850 Louise van Oranje-Nassau (1828-1871)                    | Karel XV van Zweden (1826-1872) x 1850 Louise van Oranje-Nassau (1828-1871)                    | Karel XV van Zweden (1826-1872) x 1850 Louise van Oranje-Nassau (1828-1871)                    | Karel XV van Zweden (1826-1872) x 1850 Louise van Oranje-Nassau (1828-1871)                    | Karel XV van Zweden (1826-1872) x 1850 Louise van Oranje-Nassau (1828-1871)                    | Karel XV van Zweden (1826-1872) x 1850 Louise van Oranje-Nassau (1828-1871)                    |
| Louise Bernadotte (1851-1926) x 1869 Frederik VIII van Denemarken (1843-1912) | | |                                                                                                 |                                                                                     |                                                                                     |                                                                                     | | | | | |                                                                                          |                                                                                                 | |                                                                                          |                                                                                          |                                                                                          |                                                                                                |                                                                                                |                                                                                                |                                                                                                |                                                                                                |                                                                                                |
| Kinderen                                                                      | Christiaan X (1870-1947) Koning van Denemarken x1898 Alexandrine Augusta van Mecklenburg-Schwerin (1879-1952) | Christiaan X (1870-1947) Koning van Denemarken x1898 Alexandrine Augusta van Mecklenburg-Schwerin (1879-1952) | Haakon VII van Noorwegen (1872-1952) x 1896 Maud van Saksen-Coburg en Gotha (1869-1938)         | Louise Caroline (1875-1906) x 1896 Frederik George van Schaumburg-Lippe (1868-1945) | Louise Caroline (1875-1906) x 1896 Frederik George van Schaumburg-Lippe (1868-1945) | Louise Caroline (1875-1906) x 1896 Frederik George van Schaumburg-Lippe (1868-1945) | Harald van Denemarken (1876-1949) x 1909 Helene Adelheid van Sleeswijk-Holstein-Sonderburg- Glücksburg (1888-1962) | Harald van Denemarken (1876-1949) x 1909 Helene Adelheid van Sleeswijk-Holstein-Sonderburg- Glücksburg (1888-1962) | Harald van Denemarken (1876-1949) x 1909 Helene Adelheid van Sleeswijk-Holstein-Sonderburg- Glücksburg (1888-1962) | Harald van Denemarken (1876-1949) x 1909 Helene Adelheid van Sleeswijk-Holstein-Sonderburg- Glücksburg (1888-1962) | Harald van Denemarken (1876-1949) x 1909 Helene Adelheid van Sleeswijk-Holstein-Sonderburg- Glücksburg (1888-1962) | Ingeborg Charlotte (1878-1958) x 1897 Karel van Zweden (1861-1951)                       | Ingeborg Charlotte (1878-1958) x 1897 Karel van Zweden (1861-1951)                              | Ingeborg Charlotte (1878-1958) x 1897 Karel van Zweden (1861-1951)                                 | Ingeborg Charlotte (1878-1958) x 1897 Karel van Zweden (1861-1951)                       | Thyra Louise (1880-1945)                                                                 | Christiaan Frederik (1887-1944)                                                          | Dagmar Louise (1890-1961) x 1922 Jørgen Castenskiold (1893-1978)                               | Dagmar Louise (1890-1961) x 1922 Jørgen Castenskiold (1893-1978)                               | Dagmar Louise (1890-1961) x 1922 Jørgen Castenskiold (1893-1978)                               | Dagmar Louise (1890-1961) x 1922 Jørgen Castenskiold (1893-1978)                               | Dagmar Louise (1890-1961) x 1922 Jørgen Castenskiold (1893-1978)                               |                                                                                                |
| Kleinkinderen                                                                 | Frederik IX (1899–1972) Koning van Denemarken x 1935 Ingrid van Zweden (1910-2000)                            | Knud Christiaan (1900–1976) x 1933 Caroline Mathilde (1912-1995)                                              | Alexander Frederik Eduard Christiaan (1903-1991) Olaf V van Noorwegen x 1929 Märtha (1901-1954) | Marie Luise (1897-1938) x 1916 Frederik Sigismund van Pruisen (1891-1927)           | Christian (1898-1974) x 1937 Feodora (1910-1975)                                    | Stephanie (1899-1925) x 1921 Viktor Adolf                                           | Feodora (1910-1975) x 1937 Christian (1898-1974)                                                                   | Caroline Mathilde (1912-1995) x 1933 Knud Christiaan (1900–1976)                                                   | Alexandrine Louise (1914-1962) x 1937 Luitpold (1904-1941)                                                         | Gorm Christiaan (1919-1991)                                                                                        | Olaf van Rosenborg (1923-1990) x 1948 Dorrit (1926-2013)                                                           | Margaretha (1899-1977) x 1918 Axel (1888-1964)                                           | Märtha (1901-1954) x 1929 Alexander Frederik Eduard Christiaan (1903-1991) Olaf V van Noorwegen | Astrid (1905-1935) x 1926 Leopold III (1901-1983) Koning der Belgen                                | Carl Bernadotte (1911-2003) x 1937 Elsa (1904-1991)                                      | -                                                                                        | -                                                                                        | Carl (1923-2006) x Bente Grevenkop                                                             | Christian Ludwig (1926) x Cecily Abbots                                                        | Jørgen (1928-1964) x Kirsten Schlichtkrull                                                     | Dagmar (1930) x Poul Bitsch                                                                    | Christian Frederik (1931-1937)                                                                 |                                                                                                |
| Achterkleinkinderen                                                           | Margrethe II (1940) Koningin van Denemarken Benedikte (1944) Anne Marie (1946)                                | Elisabeth (1935) Ingolf (1940) Christian (1942-2013)                                                          | Ragnhild (1930-2012) Astrid (1932) Harald (1937) Harald V van Noorwegen                         | Louise Victoria (1917-2009) Frederik Karel (1919-2006)                              | Willem Frederik (1939) Waldemar (1940) Marie Louise (1945) Harald (1948)            | Alexis (1922-1943) Christian (1923)                                                 | Willem Frederik (1939) Waldemar (1940) Marie Louise (1945) Harald (1948)                                           | Elisabeth (1935) Ingolf (1940) Christian (1942-2013)                                                               | Amelie (1938) Thyra (1939) Otto-Luitpold (1942)                                                                    | - | Ulrik (1950) Charlotte (1953)                                                                                      | George Waldemar (1920-1986) Flemming (1922-2002)                                         | Ragnhild (1930-2012) Astrid (1932) Harald (1937) Harald V van Noorwegen                         | Josephine (1927–2005) Boudewijn I (1930–1993) Koning der Belgen Albert II (1934) Koning der Belgen | Madeleine (1938)                                                                         | -                                                                                        | -                                                                                        | Helmuth (1949) Jørgen (1951) Dagmar (1956)                                                     | Alexandra (1965)                                                                               | Susanne (1957) Maria-Louisa (1960)                                                             | Erik (1950) Hans (1954) Christian (1959)                                                       | -                                                                                              |                                                                                                |

- Bibliothèque nationale de France: cb170509208 (data)
- Gemeinsame Normdatei: 143339206
- International Standard Name Identifier: 0000 0003 6858 3014
- KulturNav: 3af81bf9-406d-4a0c-a724-a6eea5f1f858
- Library of Congress Control Number: n2015045975
- MusicBrainz: b6bd40d0-2c18-4474-8e02-72abe1ac4f3a
- Nederlandse Thesaurus van Auteursnamen: 310166012
- LIBRIS: 398677
- SNAC: w6dj5zrd
- Museum of New Zealand Te Papa Tongarewa: 53106
- Virtual International Authority File: 73149196634374792769